# Saint-Jean-Saint-Maurice-sur-Loire
Saint-Jean-Saint-Maurice-sur-Loire is een gemeente in het Franse departement Loire (regio Auvergne-Rhône-Alpes). De plaats maakt deel uit van het arrondissement Roanne. Saint-Jean-Saint-Maurice-sur-Loire telde op 1 januari 2022 1.155 inwoners.

## Geografie
De oppervlakte van Saint-Jean-Saint-Maurice-sur-Loire bedroeg op 1 januari 2022 23,57 vierkante kilometer; de bevolkingsdichtheid was toen 49 inwoners per km².

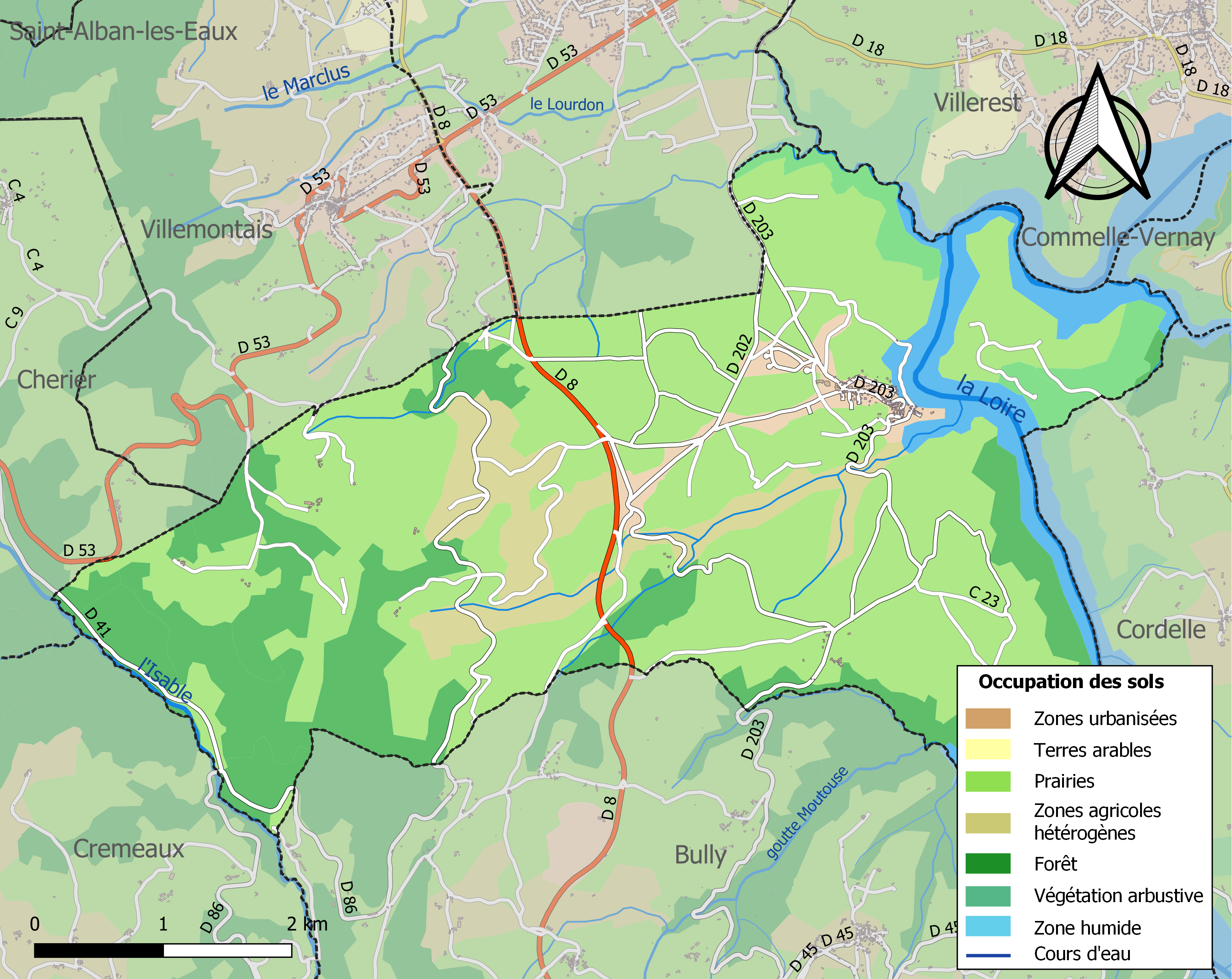
Kaart van de gemeente met de belangrijkste infrastructuur, bodemgebruik en omliggende gemeenten

## Demografie
Onderstaande figuur toont het verloop van het inwonertal (bron: INSEE-tellingen).